# اقامت (محل اقامت)
اقامت (انگلیسی: Residency) اقدام عملی برای اقامت و حفظ یک محل خاص است. اقامت مفهومی است که به شدت مسئولیت‌های قانونی را در دسترس یک فرد قرار می‌دهد، و از جمله آن فرد واجد شرایط رای دادن می‌شود، واجد شرایط قرار گرفتن در پست سیاسی می‌گردد، واجد شرایط استفاده از خدمات دولتی می‌شود، مسئولیت پرداخت مالیات و همچنین خدمات و حقوق شهروندی را نیز کسب می‌کند.

## کانادا
کاندیدی که از حق اقامت در کانادا برخوردار باشد می‌تواند نامزد انتخابات مجلس عوام کانادا شود و نیازی هم به ثبت اقامت در همان منطقه خاص ندارد.
برای ورود به مجلس سنا کسانی واجد شرایط هستند که رسماً در استان یا ایالتی که نماینده آن منصوب شده‌اند اقامت کنند. هرچند ممکن است این معیار به لحاظ تاریخی کاملاً بی‌رحمانه تفسیر شود اما همه مایملک و دارایی و زمین و خانه و… به عنوان محل اقامت اصلی سناتور در نظر گرفته می‌شود.
در همه استانهای کانادا از همین قانون تبعیت می‌کند که یک فرد باید ساکن آن استان یا قلمرو باشد تا بتواند واجد شرایط شرکت در انتخابات شود.

## آمریکا
به عنوان یک اصل کلی، در ایالات متحده محل سکونت سیاستمداران دولت فدرال به حوزه انتخابی و منطقه و ایالتی که پس از خدمت قصد بازگشت به آن را دارند شناخته می‌شود و به عنوان مثال خرید یا اشغال خانه در منطقه واشینگتن دی سی برای نزدیکی به کاخ کنگره آمریکا تغییری در محل اقامت آن سیاستمدار ایجاد نمی‌کند.
اما برعکس، شرایط انتخاب شدن برای یک اداره دولتی یا یک مجمع دولتی واجد شرایط فردی است که در داخل کشور است و برای آن اداره کار می‌کند.